# Bisdom Chiavari
Het bisdom Chiavari (Latijn: Dioecesis Clavarensis; Italiaans: Diocesi di Chiavari) is een in Italië gelegen rooms-katholiek bisdom met zetel in de stad Chiavari in de provincie Genua. Het bisdom behoort tot de kerkprovincie Genua, en is, samen met de bisdommen Albenga-Imperia, La Spezia-Sarzana-Brugnato, Savona-Noli, Tortona en Ventimiglia-San Remo, suffragaan aan het aartsbisdom Genua.

## Geschiedenis
Het bisdom werd op 3 december 1892 opgericht door paus Leo XIII. Het gebied behoorde daarvoor toe aan het aartsbisdom Genua.

## Bisschoppen van Chiavari
- 1894-1910: Fortunato Vinelli
- 1911-1917: Giovanni Gamberoni (daarna aartsbisschop van Vercelli)
- 1917: Natale Serafino
- 1917-1948: Amedeo Casabona
- 1948-1971: Francesco Marchesani
- 1971-1973: Luigi Maverna
- 1973-1995: Daniele Ferrari
- 1995-2004: Alberto Maria Careggio (daarna bisschop van Ventimiglia-San Remo)
- 2004-heden: Alberto Tanasini

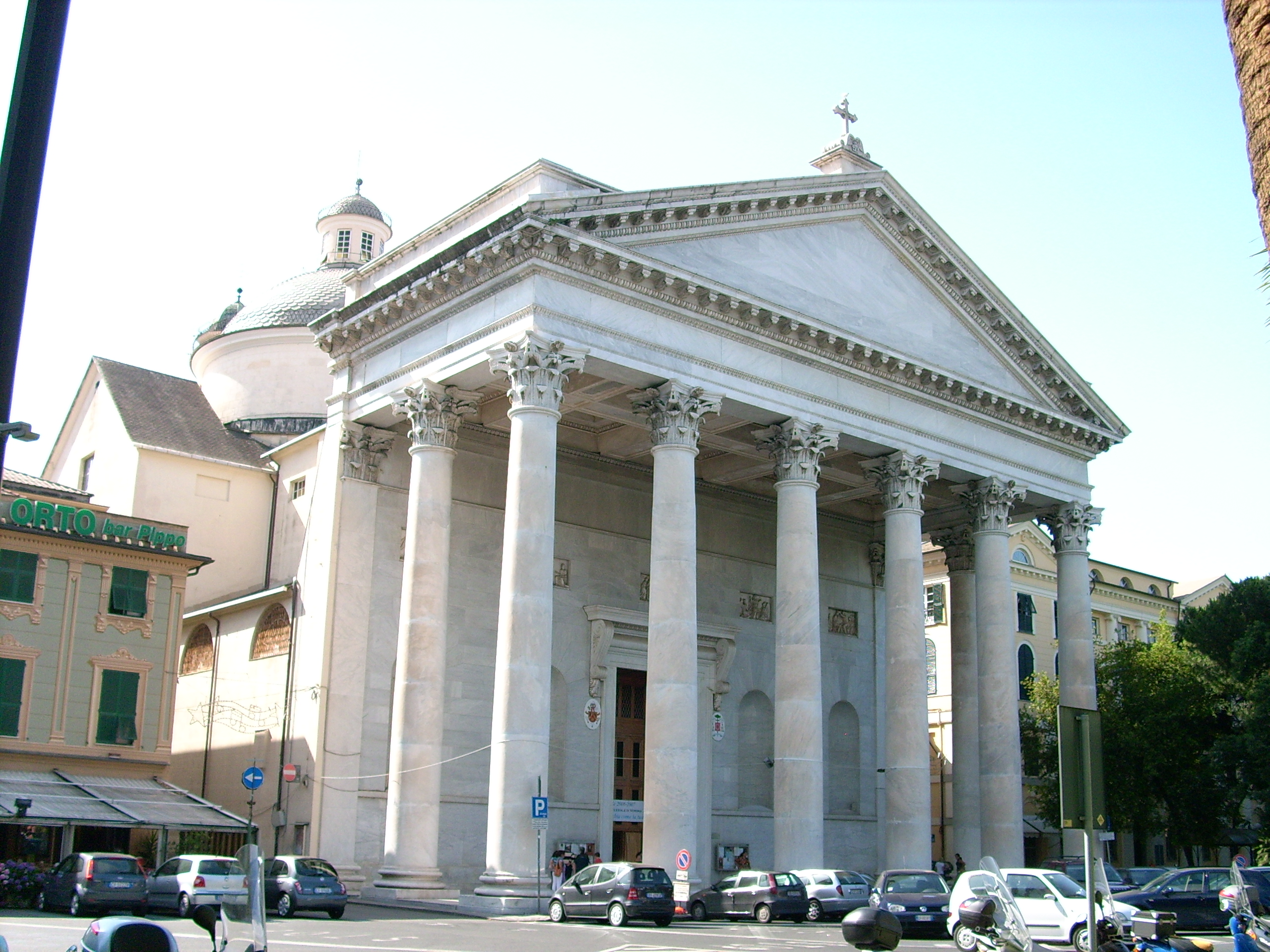
Kathedraal van Chiavari